# Сефевидская Грузия
Сефевидская Грузия — провинция (велаят) Сефевидской империи, сосредоточенная на территории современной восточной Грузии. Территория провинции в основном состояла из двух подчиненных восточно-грузинских царств Картли и Кахетия и, вкратце, части Самцхе-Саатабаго. Город Тифлис был его административным центром, опорой власти Сефевидов в провинции и резиденцией правителей Картли. Здесь также находился важный монетный двор Сефевидов.

## История
Объединённое средневековое грузинское царство постепенно распалось к 1490 году. Центральные земли царства распались на семь соперничавших царств и княжеств, наиболее значимыми из которых были Картли в центральной Грузии и со столицей в Тифлисе; Кахетия, к северу от Куры со столицей в Греми; и Имеретия, к западу от Сурамского хребта, со столицей в Кутаиси. Помимо этого, на северо-западе существовали маленькие княжества Мегрелия и Абхазия, на юго-западе — Самцхе-Саатабаго (Месхетия), и Гурия — между Самцхе и Имеретией. Самцхе-Саатабаго (Месхетия) находилась под контролем Сефевидов лишь периодически (1551—1582) и несколько лет спустя после 1613—1614 годов. В конечном итоге она была уступлена Османам в 1639 году. Грузинские цари Картлии, Имеретии и Кахетии непрерывно боролись с Сефевидами на протяжении XVI века. Поначалу господство Сефевидов распространялось только на Тифлис. К тому же царь Кахетии проводил более уступчивую политику в отношении Сефевидов, чем его родственник в Картлии. Тем не менее, Сефевиды сумели утвердить свое господство, и как результат, губернаторы всех семи провинций Грузии стали назначаться шахом и превратились в его подданных, согласились выплачивать подушный и земельный налоги и им было приказано произносить имя и возвышенные титулы шаха в хутбе и чеканить их на монетах. Однако временами грузинские цари пытались поддерживать свою независимость. Луарсаб I Кахетинский отказался признавать сюзеренитет шаха и платить ему дань. Несмотря на это, Сефевиды вновь и вновь оказывались способны утверждать свое господство. Результатом являлось то, что грузинские правители обязывались платить дань и давали своих сыновей в качестве заложников хорошего поведения. Периодическая османская оккупация (1577—1606) также служила фактором нестабильности в грузино-сефевидских отношениях. Грузинские цари смирились с господством Сефевидов только в начале XVII века, после полного разгрома со стороны Аббаса I, депортировавшего большую часть населения Грузии в различные уголки Сефевидского государства. Вместо постоянного бросания вызова господству Сефевидов грузинские вали превратились в их стойких сторонников, которые вместе со своими родственниками часто занимали важные государственные должности. В то время как Картлией правили грузинские вали, в Кахетию, особенно пострадавшую от карательных походов Аббаса I, зачастую губернаторами назначались кызылбашские эмиры.

### Период Исмаила I
В ходе османо-сефевидских войн, начиная с 1510 года, Грузия превратилась в главную тему во внешнеполитической повестке Сефевидского государства. По словам Дэвида Блоу, «шах Исмаил положил начало приведению Восточной Грузии под контроль Сефевидов, после своего поражения при Чалдыране приказав совершить несколько нападений на регион с целью эксплуатации его человеческих и материальных ресурсов, а также создания против Османов послушного буферного государства». Шах Исмаил попытался создать антиосманскую коалицию, членом которой был и атабек Месхетии Кваркваре III. Однако коалиция оказалась неспособна преодолеть военную мощь Османов. И наоборот, первоисточники упоминают о ряде примеров, когда грузины обращались к Сефевидам с целью одолеть соперников и положить конец вражде среди правителей. К примеру, в 1518 году, стремясь использовать их против Картлийского царства, атабек Кваркваре нанес визит шаху и отправился обратно домой с определённым количеством кызылбашских воинов. Ради спасения своего царства Давид Х Картлинский, который в указанный период также являлся и царем Кахетии, направил к шаху своего сына с богатыми подношениями. Кахетинцы сумели извлечь выгоду из положения и возвели на трон кахетинского принца Левана.
В грузинской историографии считается, что в 1518 году цари Восточной Грузии и князь Самцхе официально стали вассалами Сефевидского государства. Однако кызылбаши не вмешивались во внутренние дела грузинских правителей, которые взамен были обязаны выплачивать определённую дань, которую они собирали по своему усмотрению. По требованию шаха они были обязаны оказывать непосредственную поддержку кызылбашам в их военных походах, проводимых в окрестностях Грузии. Несмотря на мягкий характер этого вассалитета, грузинские правители упорно продолжали попытки освободиться от него и использовали для этого любую возможность. В 1521 году даже Леван, царь наиболее лояльного и «мирного» Кахетинского царства, «вышел из повиновения и послал войско неверных для вторжения в соседнюю провинцию Шеки», вассала Сефевидов. Губернатор Шеки обратился за помощью к шаху Исмаилу, который послал на выручку войска. Кызылбашские войска вторглись в города Кахетии, и Леван был вынужден подчиниться. После этой провалившейся попытки, и вплоть до 1578 года, ради безопасности и невмешательства в свои внутренние дела, Кахетинское царство безоговорочно признавало свой вассальный статус по отношению к Сефевидам. Экономическое положение в Кахетии было намного лучше, чем в Картлийском царстве, поскольку близость к маршруту Гилян—Шемахы—Астрахань благоприятствовала внешней торговле. В противоположность этому, в 1522 (или в 1524) году, с целью утихомирить непокорного вассала Давида Х, шах послал на Картлию войско, которое завладело Тифлисом. Возможно, именно в этот период Сефевиды возвели в Тифлисе мечеть. В течение первой четверти XVI века, несмотря на повторявшиеся военные походы на Закавказье, Сефевиды не сумели установить политический контроль над Грузией. Ж. Л. Бакэ-Граммон подчеркивает, что именно дипломатические факторы удержали Исмаила от оккупации Грузии. Полностью осознавая превосходящую военную мощь Османов в данный период, Исмаил понимал, что они жестко отреагируют на аннексию Восточной Грузии. По этой причине ему пришлось удовлетвориться выплачиваемой грузинами данью и подавлением их восстаний.

### Период Тахмасиба I
Смерть шаха Исмаила I в 1524 году положила начало политической нестабильности в Сефевидского государства. Воспользовавшись этим, Давид Х напал на Тифлис, крепость которого была занята Сефевидами, и освободил царство Картли от вассалитета по отношению к шаху. Однако эта победа оказалась недолговечной. Новый шах, Тахмасиб, постепенно укреплявший свое положение в стране, вскоре обрушился на своих соседей. Политика шаха Тахмасиба полностью отличалась от политики его предшественника. Прибегая к различным мерам, он фактически стремился интегрировать Восточную Грузию в Сефевидское государство. В результате его четырёх походов на Грузию между 1540 и 1554 годами контроль над ней постепенно укрепился. Однако, несмотря на явный политический и военный успех Сефевидов, они не достигли своей главной цели, то есть полного поглощения Грузии и её трансформации в обычное ханство в составе Сефевидского государства. Вдобавок к дани, шах Тахмасиб потребовал выдачи жен, сыновей и дочерей грузинской знати. Военные кампании имели целью назначение в качестве губернаторов Восточной Грузии лояльных персон и их обращение в ислам. Таким образом, грузинские области были приведены под контроль с назначаемыми центром местными губернаторами, выплачивавшими ему налоги. Несмотря на некоторую автономию и вне зависимости от того факта, что большинство населения по-прежнему составляли христиане, переход от вассалитета к интеграции шёл полным ходом. Чеканка серебряной монеты на имя шаха в кахетинском городе Загем после военных походов шаха Тахмасиба свидетельствует об экономическом господстве Сефевидов над Восточной Грузией. Отчеканенные в загемской зарбханэ монеты имели широкое хождение в Закавказье. Грузинские цари осознавали, что национальная валюта не будет приносить казне существенный доход, поскольку она будет иметь хождение только в пределах самой Грузии. По этой причине, появление монет в сефевидском стиле (позже называемых серебряными монетами Тифлиса), было продиктовано чисто экономическими интересами. Нужно сказать, что монеты, отображавшие сефевидо-грузинские отношения, имели хождение в Грузии вплоть до конца XVIII века.
Амасийский мирный договор 1555 года на время положил конец османо-сефевидской борьбе за контроль над Кавказом. Искандер-бек Мюнши сообщает, что Амасийский мирный договор разделил Грузию между Сефевидским государством и Османской империей следующим образом: Картли, Кахетия и часть Самцхе отошла к Сефевидам, в то время как бо́льшая часть Самцхе, Имерети, Мегрелия, Абхазия и Гурия отошли к Османам. Таким образом, Сефевиды признали право Османской империи на Западную Грузию, а последняя — право Сефевидов на контроль над восточной частью страны. Что касается Самцхе, то две державы разделили её на свои сферы влияния. Итогом стало установление определённого баланса сил между двумя претендентами. Фактически, Амасийский договор официально подтвердил политическую дезинтеграцию Грузии и на деле свел на нет объединение её царств и княжеств. Сефевиды не позволяли контролируемой Османами Западной Грузии вмешиваться в дела восточных областей страны, и наоборот.
Шах Тахмасиб использовал сложившуюся после подписания договора ситуацию для укрепления господства над Восточной Грузией. В Картлии и Кахетии были введены сефевидские политические и общественные учреждения и посажены на трон исламизированные принцы. Первым из них, ознаменовавшим 150-летний период сефевидского господства над Восточной Грузией, стал Дауд-хан II. Даже после Амасийского мирного договора царь Картлии Луарсаб, продолжил свою борьбу против Сефевидов, и после своего убийства его сменил сын Симон, продолживший политику отца. Второй сын царя Луарсаба — Давид, занял иную позицию. Движимый желанием стать царем, он предал своего брата, и в 1562 году, вместе с некоторыми из своих лояльных вельмож, нанёс визит шаху в Казвине. В Сефевидском государстве Давид принял ислам, получил новое имя Дауд-хан, и, в качестве награды, «ракам об усыновлении» и пост губернатора Тифлиса и Нижней Картлии. «Усыновление» означало, что Давид превратился в слугу шаха, носящего титул хана. Таким образом, успехи шаха Тахмасиба в Грузии были значительны: «представитель царской династии Картли стал не только его союзником, но и подчиненным, если уж на то пошло».
Время от времени в Картлию посылали эмира в качестве и коменданта (котвала) Тифлисской крепости, и наставника (лалы) Дауд-хана; эмир также вел государственные дела. Опираясь на эту информацию, некоторые из грузинских историков считают, что в правление Дауд-хана Сефевиды провели первую перепись в Тифлисе и Нижней Картлии и внесли её в учётную книгу (дафтар) государственного дивана Сефевидского государства. Только после этого земли были пожалованы Дауд-хану, слуге шаха. Шах Тахмасиб также послал с ним тысяцкого (минбаши) в качестве командующего кызылбашского караульного отряда. Контроль над крепостью символизировал политическое господство Сефевидов, и в реальности задачей минбаши было присматривать за Дауд-ханом. Начиная с 1570-х годов с целью упрочения сефевидского контроля над страной в гражданском управлении Грузии появляются должности малика и даруги. Даруга представлял собой то же, что и сегодняшний градоначальник, а малик управлял делами купцов. Правление Дауд-хана в Картлии продлилось до 1578 года, когда из Сефевидского государства после начала очередной сефевидо-османской войны вернулся царь Картлии Симон для того, чтобы занять трон.

### Период Исмаила II и Мухаммеда Худабенде
После смерти Тахмасиба I шах Исмаил II решил упрочить отношения с грузинами при его дворе, невзирая на серьёзное недовольство в сефевидских кругах, поскольку грузины хотели видеть на троне Гейдара Мирзу, сына Тахмасиба от грузинской жены. Недавно инкорпорированные грузинские и черкесские элементы начали появляться на сцене, свидетельствуя об их возраставшем влиянии в государстве. В качестве жеста благоволения шах приказал освободить из заключения царя Симона и принца Иесе и пригласить их на свою коронацию наряду с другими грузинскими вельможами. Итальянский автор Минадои считал, что Исмаил II освободил царя Симона из заключения по причине своего большого уважения по отношению к царю Картлии (они провели вместе в заключении восемь лет). Однако Шараф-хан Битлиси пишет, что царя Симона освободил не Исмаил II, а его преемник, Мухаммед Худабенде, который назначил того губернатором Тифлиса и послал в Грузию. Царь Симон был освобожден из заключения не по причине благосклонности шаха. Учитывая надвигающуюся войну с Османами, они хотели, чтобы он действовал в интересах Сефевидов в Картли вместо несколько пассивного Дауд-хана. Османы остались недовольны Амасийским мирным договором и стремились установить свой контроль над всем Кавказом, включая Каспийское побережье. В 1578 году Османская империя возобновила войну и не встретила никакого сопротивления, ни со стороны Дауд-хана, ни царя Кахетии Александра. Вторгнувшись в Грузию в 1579 году, Османы сперва столкнулись с объединённым месхетино-сефевидким войском, над которым одержали верх. После этого они вторглись в Картлию и установили контроль над Тифлисом. Они объявили Тифлис пашалыком, а другой крупный город в Картлии, Гори – санджаком. Османы разместили гарнизоны в крепостях и назначили в Тифлисе пашу.

### Период Аббаса I Великого
Именно в это время Симон, названный «(шахским) братом», вместе с некоторыми другими грузинами из Сефевидского государства, вторгся в Картлию с кызылбашскими войсками. Нужно сказать, что в противоположность Дауд-хану, Симон был не слугой, а рабом шаха, признававшим верховенство шаха и обязавшегося выплачивать ему дань. В битве против Османов царь Симон был поддержан Сефевидами. Османы одержали победу в войне в 1590 году. Согласно мирному договору, они овладели всем Закавказьем. Сефевиды лишились не только подчиненных стран, но и их благоприятного экономического положения в Закавказье. Успешная военная кампания позволила Османам блокировать транзитный путь Архангельск—Волга—Астрахань, по которому Сефевиды экспортировали в Европу свой шёлк и импортировали европейские товары. Маршрут был также важен и для России, поскольку он упрочнял её позиции за пределами страны, а именно – с западноевропейскими странами, заинтересованными в торговле с Сефевидами. По понятным причинам османо-сефевидский мир от 1590 года породил сильное беспокойство и в России, и в Европе. По этой причине германский император Рудольф II и Папа Климент VIII стали инициаторами формирования антиосманской коалиции. Поскольку Москва и Мадрид не ответили на инициативу, они обратили свой взгляд на Сефевидов и Грузию, которые приветствовали её. Таким образом, шах Аббас получил возможность сформировать антиосманскую коалицию в Закавказье при поддержке Западной Европы. С этой целью они попытался заручиться поддержкой грузинских правителей. В 1595 году трио правителей — Симон Кахетинский, Александр Кахетинский и шах Аббас — согласились начать совместные военные действия против Османов и сообщили о своём плане Папе, императору Рудольфу и испанскому королю Филиппу II. Однако план провалился.
Султан Мехмед III послал шаху Аббасу несколько высокомерное письмо, в котором он пренебрежительно отозвался о царе Симоне и обвинил Аббаса в неповиновении грузинского царя, ссылаясь на направленное против Османской империи трёхстороннее соглашение от 1595 года. Султан предупредил шаха, что с заключением мира с Османами Симон превратился в их вассала, и таким образом, Сефевиды не имели на него никаких прав. Это письмо является ещё одним свидетельством того, какую важную роль играли грузинские цари и принцы в османо-сефевидских отношениях. После мирного договора от 1590 года и вплоть до 1604—1605 года Османы прочно контролировали все грузинские царства и княжества, а их гарнизоны были размещены в главных крепостях Картлии. Не сумев смириться с унизительными условиями мирного договора, в 1602 году шах Аббас начал против Османов новую войну. Повторное заключение мирного договора от 1555 года, которое позволило бы Сефевидам восстановить свое положение в Закавказье, было главной целью внешней политики шаха Аббаса, которой он впоследствии по большей части достиг, за исключением того, что грузинские княжества только частично перешли под сефевидский контроль.
После возобновления войны с Османской империей шах Аббас обратился за военной поддержкой к царю Кахетии Александру и царю Картлии Георгию Х. Они согласились и были щедро вознаграждены: наряду с жалованием в 300 туманов он пожаловал царю Георгию некоторые деревни в провинциях Гилян и Лахиджан, однако взамен последний был вынужден уступить провинцию Лори и ущелье реки Дебеда на юге. В Лори шах Аббас создал ханство и назначил в него в качестве хана местного исламизированного вельможу. Он также переселил в ущелье реки Дебеда тюркское племя борчалы и подчинил знаменитую крепость Агджагала кызылбашскому коменданту. Благодаря этой дальновидной политике шах Аббас без борьбы завладел стратегической территорией и превратил Картлию в антиосманский бастион. Шах Аббас поступил таким же образом и с Кахетией: он ежегодно платил Александру 700 туманов. Взамен на это царь Александр был вынужден уступить провинцию Как-Енисели (Саингило) в восточной части царства, и в ней стал править исламизированный кахетинский вельможа.
В 1612 году была приостановлена сефевидо-османская война, в которой Аббас одержал победу. К этому времени в Картлии и Кахетии распространились антисефевидские настроения, и шах отреагировал «закручиванием гаек» в Восточной Грузии. В результате четырех военных кампаний шаха Аббаса Кахетия понесла огромные, фактически невосполнимые, потери в виде убитых и обезлюдения из-за переселения населения в сефевидские провинции Ферейдун, Исфахан, Хорасан и Мазендаран. Шах Аббас переселил купцов Кахетии, а именно — Тифлиса, в пригород Исфахана, подобно их армянам в Новой Джульфе. Аракел Даврижеци сообщает, что жители Картлии «были взяты и поселены в пригородных селах Исфахана, населенных армянами». Немецкий путешественник Адам Олеарий пишет, что грузинские купцы и ремесленники были поселены в пригороде Исфахана, Хасанабаде: «Хасанабад есть округ, населенный гурджи или эмигрантами-грузинскими христианами. Они являются видными купцами, которые, подобно армянским, совершают длительные путешествия для своей торговли». Грузинские эмигранты проживали и в самом городе. К примеру, Энгельберт Кемпфер говорит о 20 000 грузинских жителей Исфахана в 1680 году.
С другой стороны, вероятно, следуя политике ассимиляции коренного населения и ликвидации этнически гомогенных областей, шах переселил в провинцию Кахетия туркоман. Переселившиеся в Кахетию туркоманы должны были стать опорой шаха на Кавказе, в то время как переселенные в Сефевидское государство кахетинцы должны были стать сельскохозяйственными работниками и верными воинами шаха. Как представляется, шах искал пути для обеспечения совместного проживания местных и переселенных в христианскую провинцию Кахетия мусульманских туркоманских племен. В отношении немусульман империи не существовало единого подхода. Шах Аббас применял различные методы в зависимости от ситуации и политической необходимости. К примеру, в ходе военной кампании в Кахетии в 1614 году шах прибег к нескольким карательным действиям против кызылбашских воинов, завладевших и опустошивших дома грузин. После этого «ни один негодяй не смел взять с грузинского крестьянина и пучка травы».
Ряд церквей были обращены в мечети. Шах пытался таким путем сдержать амбиции военачальников, желавших завладеть имуществом христиан, поскольку обращенные в мечети церкви избегали разрушения. В 1614—1616 годах в руки кызылбашей попала огромная добыча в церкви Алаверди, одной из самых больших в Грузии. В качестве превентивной меры шах решил обратить ее в крепость и поставил в нее гарнизон из 200 солдат. Ряд гулямов шаха Аббаса были потомками грузин, переселенных в Иран Тахмасибом. Многие грузины, включая знать и членов царской семьи, согласились служить Сефевидам по собственному желанию и достигли высоких должностей. Помимо членов царской семьи, активную роль в политической жизни Ирана сыграл ряд других членов грузинской знати (Аллахверди-хан Ундиладзе и его сыновья, Саакадзе и другие). Изгнанный в Иран по причине своей конфронтации с царем Теймуразом, бывший губернатор Тифлиса, Георгий Саакадзе, пользовался репутацией выдающегося полководца, одержавшего для сефевидской армии ряд побед. Однако в 1625 году, в ходе военной кампании Сефевидов в Грузии, он предал шаха и перешел на сторону грузин, что обеспечило им победу в битве при Марткопи. Однако в следующей битве кызылбаши взяли реванш, и шах назначил в качестве хана Кахетии Симон-хана, исламизированного представителя грузинской династии Багратиони.
Царь Теймураз находился в близких отношениях с Дауд-ханом, сыном знати Аллахверди-хана, тифлисского минбаши и впоследствии беглярбека Карабаха. Царь Теймураз послал «книгу о просьбе» шаху, который согласился вступить с ним в переговоры и фактически, хоть и неформально, признал его в качестве царя Картлии и Кахетии без принуждения Симона к отречению от престола. Взамен Теймураз объявил себя вассалом шаха. Шах был готов признать Теймураза в качестве царя несмотря на то, что тот был христианином, если тот скинет с себя османский халат и наденет кызылбашский. Таким образом, стала очевидна смена политики: прежний вассалитет подвергся определенной трансформации. По просьбе Дауд-хана шах издал фирман о признательности на имя Теймураза: Дауд-хан направился в Грузию, где встретился с царем Теймуразом и убедил того «сменить османское облачение на кызылбашское». Мягкая сила шаха Аббаса была рассчитана на укрепление контроля над Кахетией и усиление просефевидских настроений элиты.
После смерти шаха Аббаса в 1629 году и вплоть до окончания века Восточная Грузия находилась в полном подчинении Сефевидов. Население Картлии выплачивало дань, и, в качестве подарка (пишкеша) шаху ежегодно посылались юноши, девушки, кони и особенно высоко ценившееся вино. В архиве тегеранского дворца Голестан сохранилось письмо шаха Сулеймана вали (высокопоставленному провинциальному чиновнику в Сефевидском государстве), в котором он выражает признательность за вино и просит прислать ещё.

### Период Сефи I
Шах был слишком занят для того, чтобы активно вмешиваться во внутренние дела Картлии. Лояльный Сефевидам Симон-хан также не был в состоянии проводить такую политику, которая была бы одобрена Сефевидами. Воспользовавшись ситуацией, в 1631 году царь Теймураз убил Симон-хана и даже пришел ко временному компромиссу с шахом. Согласно Парсадану Горгиджанидзе, «шах пожаловал Теймуразу власть и над Картлией, и над Кахетией, и послал ему халат и ракам». Тем самым шах формально признал Теймураза в качестве царя Картлии и Кахетии и также провозгласил оба царства вассалами Сефевидами. Однако мирные отношения продлились недолго. Изгнанный из Ирана Дауд-хан вновь укрепил связи с царем Теймуразом, и последний, благодаря 700 воинам из племени каджар под предводительством Дауд-хана, дважды опустошил Барду и Нагорный Карабах. Поступив таким образом, Теймураз отверг вассалитет по отношению к Сефевидам, поддержал мятежного высокопоставленного чиновника шаха, опустошил обширную иранскую территорию, и тем самым спровоцировал войну. В 1632 году Ростом был назначен царем Картлии. В то же самое время губернатором Кахетии был назначен кызылбаш Селим-хан, и их обоих послали в Грузию вместе с войском под командованием Ростом-хана Саакадзе, также коренного грузина. В феврале 1633 года Теймураз сдался и направился в изгнание в Имеретию, а Дауд-хан нашел прибежище в Османской империи. Шах ответил на предательство Дауд-хана приказом казнить его старшего брата Имамгулу-хана, бейлярбея Фарса, и его детей, положив тем самым конец влиятельному семейству Ундиладзе. Вернувшись еще раз в Восточную Грузию в 1634 году, Теймураз вытеснил Селим-хана и укрепил там свои позиции. Он примирился с Ростомом, выдал свою дочь за шаха Сефи и признал господство Сефевидов. Взамен шах вновь признал христианина Теймураза царем Кахетии. Однако и этот мир оказался недолговечным. Теймураз возобновил вражду с Ростомом. Теймураза поддержали и знать, и остальная часть населения, желавшее избавиться от персидского владычества. Он надеялся установить контроль над всей Восточной Грузией и объединить ее, и в этом отношении рассчитывал на помощь Османов и России. Однако его потенциальные союзники подвели его.

### Период Аббаса II
В 1648 году, подстрекаемый шахом Аббасом II, Ростом вторгся в Кахетию, вынудил Теймураза покинуть страну, был назначен царем (1648—1656), и назывался «правителем и покровителем и Картлии, и Кахетии». Однако его власть в Кахетии была фикцией: сефевидские правители сохранили контроль за собой. Хосров Мирза был назначен вали Картлии и управлял страной под именем Ростом-хана (1632—1658). Его податливость привела к широкой автономии Картлии в отличие от Кахетии, которая управлялась напрямую Сефевидами. В целях подавления мятежнических настроений среди кахетинцев шах обратился к плану шаха Аббаса I по поселению в Картлии кочевых туркоманских племен. После изгнания царя Теймураза кызылбаши закрепились в большинстве крепостей Кахетии, разделили её и назначили в нее кызылбашских правителей, которым было приказано переселить в область туркоманов. Примерно 80 000 туркоманских кочевников были в краткие сроки переселены в равнины Кахетии. Туркоманы были по большей части скотоводами, и, по понятным причинам, нуждались в обширных пастбищах. По этой причине под смертельной угрозой уничтожения оказались традиционные сельскохозяйственные культуры Кахетии, главным образом виноградарство. Под угрозой также оказались грузины из горных районов, пользовавшиеся там пастбищами и основным пропитанием которых были злаки и вино. В 1659 году в Кахетии вспыхнуло крупное восстание. Восставшие заняли стратегическую крепость Бахтриони и сумели вытеснить значительное количество туркоман. Несмотря на то, что шах отказался от своего плана по переселению туркоман, Сефевиды сохранили твёрдую хватку над Кахетией. Позднее, в 1677—1703 годах, представители царского семейства Багратиони более не назначались в качестве царей в Картлию, которую Сефевиды рассматривали как оккупированную территорию с их губернатором.
В грузинских документах Ростом называет себя «царём царей и покровителем», в то время как в документах сефевидского шаха он называется «мой брат Рустам-хан, вали Картлии», что указывает на то, что в глазах грузин Ростом был царем, который признавал себя вассалом Сефевидов. Что до шаха, то он считал Картлию подчиненной сефевидской территорией, которой управлял вали Ростом. Этот политический «компромисс», длившийся почти до конца правления Сефевидов, подразумевал, что грузинские цари были вассалами, которые почти единолично управляли внутренними делами страны. Что до сефевидского интереса в политике компромисса и близких отношений с Грузией, то он был продиктован необходимостью обеспечения безопасности северо-западной границы империи. Шах щедро финансировал Ростома и предоставил ему широкие полномочия, чтобы тот мог управлять Картлией как можно эффективнее. В его распоряжении были также многочисленные сефевидские войска. Вскоре после своего приезда в Картлию Ростом приказал построить крепости в Метехи, Гори и Сурами и разместил в них сефевидские войска. Он также укрепил окрестности крепости Нарикала в Тифлисе и передал её Сефевидам. Ростом не ограничился чисто военными мерами для упрочения власти иранцев над Картлией. Он также был полон решимости создать просефевидские общественные настроения посредством ряда политических и административных действий. Первым делом Ростом-хан возвратил владения прибывшей вместе с ним в Картлию из Ирана просефевидской знати, и тем самым укрепил в ней положение Сефевидов.
С одной стороны, Ростом реставрировал церкви, делал им пожертвования и покровительствовал верхушке христианского духовенства, с другой — оставался верен исламу и строил мечети. В его период в Тифлис были проведены крупномасштабные строительные работы. Заложив крепость Метехи, Ростом по сути разделил город на две части: в одной находилась крепость, то есть кызылбашский район, вторая была населена грузинами. Французский путешественник Жан Шарден изумлялся построенному Ростомом в Тифлис дворцу. Со своей стороны царь Картлии  стремился укреплять отношения с Западной Грузией. Он женился на сестре Левана Дадиани, правителя княжества Самегрело. Несмотря на то, что княжество Самегрело признавало господство Османов, шах платил князю Дадиани жалование в тысячу туманов, что говорит о том, что сефевидский монарх рассматривал его в качестве союзника и надеялся использовать его в любом будущем противостоянии с Османами. Грузинский географ и летописец Вашухти Багратиони писал, что царь Ростом поменял грузинские названия ряда государственных должностей на сефевидские. К примеру, глава слуг (мсахуртухуцеси на грузинском) был переименован в горчубаши, домоправитель (эзосмодзгвари) – в назира (распорядитель), глава рабов (монатухуцеси) – в гулларагасы (командующий царской гвардией), главный архитектор (хуротмодзгвари) – в сарайдара и так далее. Несмотря на то, что некоторые служебные обязанности были изменены, общая государственная машина в Грузии осталась прежней. В правление Ростома были также введены некоторые характерные для Сефевидского государства должности, такие как вазир (советник, министр), мустоуфи (главный финансовый чиновник) или мюнши (писец). Все они предназначались в качестве наблюдательных должностей при царском дворе.
Должности малика и даруги, чиновников в городской администрации в Грузии, появляются в летописях 1570-х годов и также связаны с сефевидским политическим присутствием. Как было отмечено, в сефевидской административной системе грузинский царь также был вали, должность которого передавалась по праву наследства. В XVII веке одним из четырех сефевидских вали был вали Гюрджистана, принадлежавший к династии наследственных правителей. Царь Ростом скончался в 1658 году и был похоронен в Куме. Поскольку Ростом не оставил сына, то в качестве преемника еще в 1653 году был выбран Вахтанг (позднее царь Шахнаваз), представитель боковой линии грузинских Багратиони — Мухранбатони. Шахнаваз продолжил политику компромиссов Ростома. Он выдал свою дочь Ануку за шаха Аббаса II. Он также пытался повторно присоединить царство Кахетия, сделав своего сына Арчила II, его правителем. Несмотря на принятие ислама и имени Шахназар-хан, план сработал только на время и впоследствии провалился.

### Период Сулеймана I
В правление шаха Сулеймана Сефи Грузию посетил Жан Шарден. Его впечатления о специфических сефевидо-восточногрузинских отношениях (центр-периферия) и в самом деле заслуживают внимания. Говоря о Тифлисе, он пишет: «Тифлис является одним из самых красивых городов в Персии». Однако в том же контексте он отмечает: «грузинский правитель не полностью подчинен иранскому монарху и не всегда выполняет его приказы, в отличие от других губернаторов империи». Не менее интересна информация Шардена об исламизации грузинской знати: «большинство грузинских дворян исповедуют ислам только внешне. Некоторые из них принимают ислам с единственной целью продвижения при дворе и получения жалования. Другие делают это с целью добиться привилегии выдавать своих дочерей замуж за шаха или по крайней мере сделать их служанками шахских жён».

### Период Султан Хусейна I
Жозеф Питтон де Турнефор, французский путешественник, посетивший Грузию и Иран в 1700—1702 годах, описывал Восточную Грузию как Сефевидскую Грузию, добавляя, что грузинский царь, который является попросту губернатором страны, должен быть мусульманином для того, чтобы быть назначенным шахом на должность вали. Де Турнефор также подчеркивает, что грузинские цари и знать должны гарантировать свою лояльность Сефевидам. По его словам, издержки шаха на Грузию намного выше, чем доходы. С целью обеспечения лояльности грузинской знати, которые являются настоящими покровителями страны и могут с легкостью перейти на сторону Османов, шах платит им щедрое жалование. Жалование царя Картлии составляет 300 туманов. Что до налога, выплачиваемого шаху грузинами и армянами, то оно составляет по 6 абазов на душу населения. Лицу, утвержденному в качестве царя Картлии или Кахетии, давалась высокая должность в шахской администрации. Назначенец удерживался в Иране на испытательный срок, который часто длился всю его короткую жизнь. Тем временем страна управлялась его заместителем (джанишином). В плане легитимизации это был эффективный метод, поскольку в случае предательства джанишина он столкнулся бы не только со двором, но и легитимным правителем Картлии или Кахетии.
Гургин-хан, известный как Георгий XI, командующий сефевидской армией, повёл около 2000 грузинских воинов в Афганистан и был там убит. Царём Картлии был назначен его заместитель Кейхосров, который также был убит. Трон вали Гюрджистана вновь стал вакантным. Шах решил посадить на трон Вахтанга VI. Принявший ислам Вахтанг был очень популярен в Картлии и пользовался поддержкой местной знати, почему и был назначен шахом царем Картлии в 1716 году. Вахтанг был вынужден оставаться в Иране до 1719 года для ведения военных и административных дел, в то время как Картлией правил его сын Бакар. Вахтанг осознавал тяжелое положение Сефевидов, и, будучи в Иране, начал обдумывать пути освобождения Картлии от контроля Сефевидов. С этой целью он отправил в Европу посольство с письмом, в котором предлагал ввести католицизм в своей стране в обмен на поддержку. С другой стороны, еще будучи в Иране, Вахтанг не скрывал своих пророссийских настроений и скрытно демонстрировал русской дипломатической миссии в Сефевидском государстве свою верность христианству. После возвращения в Картлию Вахтанг следовал осторожной политике, пытаясь добиться от сильно ослабевших Сефевидов как можно большей независимости. Вахтанг вынудил шаха Султан Хусейна, нуждавшегося в поддержке грузин, наказать кызылбашский гарнизон в Тифлисе за сопротивление ему, в результате чего Вахтанг остановил продажу пленных и положил конец практике отсылки грузинских юношей и девушек к шахскому двору.

### Период Тахмасиба II
Тем временем афганцы вновь атаковали Сефевидов и осадили Исфахан. После восьми месяцев осады, в 1722 году, город перешел в руки афганцев. Во время осады был убит Ростом – брат Вахтанга и шахский военачальник. Сын Вахтанга, Бакар, был назначен командующим шахской гвардией. Он мобилизовал грузинские войска и в мае 1722 года отправился в Иран. Однако разочарованный Сефевидами Вахтанг запретил ему отправляться на битву. В конце 1722 начале 1723 года ситуация в Картлии сильно ухудшилась. Новый шах, Тахмасиб II, мобилизовал войско для наказания Вахтанга. Со своей стороны, Константин, царь Кахетии (Мамедгулу-хан, убит в 1723 году), сговорился с шахом в попытке завладеть троном.  По приказу шаха Тахмасиба размещенный в Тифлисе сефевидский гарнизон поддержал Константина, и последний сумел установить контроль над городом. Тем временем Османы вторглись в Картлию и в июне 1723 года заняли Тифлис вместе с остальной частью страны и начали устанавливать свой порядок. Османы назначили царем Картлии брата Вахтанга, Иессе. Поскольку Османы установили контроль над страной, Вахтанг VI отправился в изгнание в Россию, где скончался в 1738 году. Так подошло к концу сефевидское господство над Восточной Грузией.